# Lagune Cari Laufquen Grande
La Lagune Cari Laufquen Grande, en Argentine, est un lac saumâtre situé au centre de la province de Río Negro, dans le département de Veinticinco de Mayo, en Patagonie. 

## Situation
La lagune est située 65 km à l'ouest de la ville de Maquinchao et une petite vingtaine de km au nord de celle d'Ingeniero Jacobacci.

## Alimentation
Elle est alimentée par le río Maquinchao, petit cours d'eau venu de l'est qui traverse préalablement la lagune Cari Laufquen Chica, puis perd la totalité de ses eaux, par évaporation surtout, dans la lagune Cari Laufquen Grande. Le río Maquinchao est un cours d'eau intermittent. 

## Une superficie variable
La lagune se trouve dans une zone de la meseta patagonique où les précipitations moyennes annuelles sont de l'ordre de seulement 170 millimètres, mais où l'évaporation moyenne s'élève à plus de 700 millimètres. Il existe cependant des années sèches et des années humides. Dès lors, suivant les années, la surface de la lagune peut varier considérablement. Ainsi, en 1985, année humide (407 millimètres), sa superficie a atteint 67,42 km2, alors qu'en 1976, année sèche (163 millimètres), elle ne se montait qu'à 16,23 km2 .